# Homo juluensis
Homo juluensis es una especie extinta de humano arcaico del Pleistoceno medio de China que abarca los descubrimientos de Xujiayao, el Hombre de Xuchang, Penghu 1 y posiblemente a los Hombres de Denísova.

## Historial de investigación
La clasificación de las especies de humanos arcaicos durante el Pleistoceno Medio siempre ha sido un tema controvertido. En el este de Asia continental, a principios del Pleistoceno medio vivió el Homo erectus (cuyo mejor ejemplo regional es el hombre de Pekín), pero a medida que avanza la edad, la anatomía de los fósiles humanos arcaicos se vuelve muy variable, con rasgos que recuerdan al anterior H. erectus, pero también al H. heidelbergensis o los humanos modernos. Históricamente, se han caracterizado como híbridos del H. erectus aborigen y los recién llegados del oeste, una especie no descrita o múltiples especies diferentes; y se han clasificado como H. heidelbergensis, H. sapiens arcaico o simplemente Homo del Pleistoceno medio. Los datos genéticos también identifican una población enigmática denominada hombre de Denísova, que aparentemente se dispersaron por Asia oriental y se cruzaron con humanos modernos y neandertales.
En 2024, el paleoantropólogo chino Xiujie Wu y el antropólogo coreano-estadounidense Christopher Bae erigieron una nueva especie, H. juluensis para albergar a los denisovanos (específicamente la mandíbula de Xiahe), Penghu 1 y restos de Xujiayao y Xuchang. Consideraron el material de Xujiayao como el holotipo y el de Xuchang como el paratipo. El antropólogo japonés Yousuke Kaifu y la paleoantropóloga estadounidense Sheela Athreya sugirieron que el material de He podría ser descendiente de Xuchang y pertenecer a la misma población. Aunque estuvieron de acuerdo en que He, Penghu 1 y Xiahe se agrupan bien juntos, cuestionaron la inclusión de los denisovanos, ya que solo la rama mandibular (la parte de la mandíbula que sube para conectarse con el cráneo) está preservada en los restos de Xujiayao, pero solo el cuerpo mandibular está preservado por la mandíbula de Xiahe, lo que hace imposible las comparaciones anatómicas directas con el material del holotipo.
La especie se suma a un conjunto mayor de especies de Homo de Asia oriental que se han erigido en el siglo XXI: las insulares H. floresiensis y H. luzonensis, y el chino H. longi (representado por un cráneo de Harbin, el cráneo de Dali y el hombre de Jinniushan según Bae). También se ha debatido si el hombre de Dali debería ser la base de otra especie única, el H. daliensis, y el fósil de Maba chino y el hombre de Narmada indio como otras especies únicas o representantes asiáticos de los neandertales.

## Descripción
Los materiales de Xujiayao y Xuchang son conocidos por sus cráneos de gran tamaño. Xu y Bae distinguieron a H. juluensis por un cráneo bajo y ancho, un cerebro de gran tamaño (más de 1000 cc), una parte mastoidea pequeña y hacia adentro del hueso temporal, una depresión sobre el hueso parietal, líneas temporales definidas, una parte escamosa alta del hueso temporal, un conducto auditivo ovoide, un laberinto óseo similar al de los neandertales (en el oído), un toro occipital débil (proyección en forma de barra en la parte posterior del cráneo), dientes grandes, incisivos en forma de pala y una rama mandibular ancha (la parte de la mandíbula que sube para conectarse con el cráneo).